# Леклезио, Жан-Мари Гюстав
Жан-Мари Гюстав Ле Клезио (фр. Jean-Marie Gustave Le Clézio; род. 13 апреля 1940, Ницца) — французский писатель, переводчик, лауреат премии Ренодо (1963) и Нобелевской премии по литературе 2008 года.

## Биография
Родился в Ницце 13 апреля в 1940 году. Оба родителя были выходцами с Маврикия: отец — хирург, по происхождению бретонец, женился на своей двоюродной сестре, мать — из бретонской семьи, эмигрировавшей на Маврикий в XVIII веке. Сам автор жил лишь несколько месяцев на Маврикии. Но всё же у писателя двойное гражданство: Франции и Маврикия.
Ле Клезио жил в Ницце до 1948 года, пока его семья не переехала в Нигерию, где на то время служил его отец.
Учился в университете Ниццы на филологическом факультете, затем, после того, как провёл несколько лет в Лондоне и Бристоле. В 1964 получил степень магистра в университете Прованса. Работал учителем в США.
В 1967 году был призван на военную службу, которую проходил в Таиланде, но за критику детской проституции был переведён в Мексику. С 1970 по 1974 год жил среди индейцев в Панаме. В 1975 году женился на марокканке Жимие. С ней у него родилось две дочери, кроме того, у писателя есть дочь от первого брака.
В 1977 году, опубликовал перевод индейского эпоса «Пророчества Чилам Балам». В том же году представил диссертацию по Мичиоакану, которую защитил в Центре исследования Мексики в Перпиньяне. Затем преподавал в университете в Альбукерке (штат Нью-Мексико, США). В 1978 и 1979 году подавал заявление на место исследователя, ассоциированного с CNRS, но места не получил.
В 1990 году Ле Клезио совместно с писателем Жаном Грожаном основал сборник «L’aube des peuples», в котором они начали публиковать различные эпические, мифологические, традиционные и древние тексты.
В 2000 году его интерес сосредоточился на культурах отдалённых от европейской. Таким образом он начал исследовать историю, мифологию и шаманские ритуалы Кореи.
Ле Клезио преподавал во многих университетах мира. Он часто посещал Южную Корею, где преподавал французский язык и литературу в 2007 году.

## Творчество
Леклезио много путешествует. Писать начал в возрасте семи лет и не прекращал. Его первым произведением была книга о море.
В 1963 году опубликовал роман «Протокол» (фр. Procès-Verbal), за который получил премию Ренодо и был кандидатом на Гонкуровскую премию. Ему тогда было 23 года. По эстетической структуре этот роман был близким к «Постороннему» Альбера Камю. В романе много времени уделяется сосредоточиванию на таких моментах как рассматриванию лампочки, ножа или пачки сигарет. Это также моменты разговоров, которые не принято включать. В романе рассказывается про Адама, который волочится по городу, расположенному на берегу моря. Он пытается понять кто он, недавно уволенный солдат, или пациент психиатрической клиники. Сюжет носит эпизодический характер, и сосредотачивается на обрывках сцен. В романе скорее описываются чувства героя, который пытается понять изменчивый мир. Личность героя пугает его, а люди вокруг кажутся карликами, неспособными понять друг друга. Роман по большому счёту носит абсурдистский характер, и герой постоянно боится смерти, которая может прийти ниоткуда.
«Горячка» (1965) сборник рассказов, который продолжает тему предыдущего романа. В нём проходит мнение, что жизнь это безумие. Рох, главный герой одного с рассказов, становится жертвой горячки. Он бегает по городу, видит влюблённых на лавочке и они вызывают в нём презрение; ненависть вызывает у него визит к агенту по туризму. Этот человек сплошной нерв.
В книге «Le livre des fuites» рассказывается о молодом человеке, который оказывается в «некрополе» современного города, пустыне и городке в Камбодже. В конце путешествия время перестаёт играть роль.
В книге «La Guerre» (1970) рассказывается о городе, чья жизнь похожа на войну. Про город читатель узнаёт из записок молодого человека, который описывает «магические вещи», такие как лампочка, автомобиль и т. д.
В книге «Les Geants» событие происходит в супермаркете, где главные герои понемногу сходят с ума от потока зрительных образов и шума.
Автор более 30 книг: рассказов, романов, эссе, сказок и двух переводов книг по американской мифологии. Все его произведения написаны на французском языке. Его творчество делится на два периода.
С 1963 по 1975 год его романы и эссе являются новаторскими, исследуют возможности языка, формальные и типографические, в русле, заданном его современниками, такими, как Анри Мишо, Жорж Перек, Мишель Бютор. Он также интересуется темами нездоровой психики. Его называли писателем-бунтарём через его радикальные инновации. За это его почитал Фуко.
С конца 1970-х годов в его творчестве на первый план выходят темы детства, одиночества, путешествий. Его перестают интересовать эксперимент, а темы становятся спокойнее. Так называемые «сюжеты без сюжетов» автор заменил историческими исследованиями тем иммиграции, изгнания и изменений.
В романах «В пустыне», «Искатель золота» и «Блуждающая звезда» вырабатывается зрелый стиль писателя.
В 1980 году Леклезио получает премию Поля Морана за роман «Пустыня». В романе отображается тема миграции, что волновала автора. Повествование ведётся от двух разных лиц. Первый повествователь — мальчик-туарег, который оказывается в центре антифранцузского восстания в африканских странах в начале XX века. Это восстание терпит неудачу, и повстанцев убивают. Второй повествователь — девочка-сирота, которая живёт в Марокко где-то в 1970-х годах того же века. Она собирается эмигрировать во Францию, для того чтобы избежать брака по договоренности.
В романе «Блуждающая звезда» (1992) рассказывается о молодой девушке-еврейке, которая иммигрирует из Франции в Италию. В романе присутствует попытка сделать вещи странными, что характеризует его ранние произведения. Например, ребёнок, слушая игру на пианино, воспринимает её как язык.
В опросе, проведённом в 1994 году, назван величайшим из живущих писателей, пишущих по-французски.

## Произведения
- Протокол (Le Procès-verbal), Gallimard, 1963, 250 стр. — Премия Ренодо
- Le Jour où Beaumont fit connaissance avec sa douleur, Mercure de France, L'écharpe d’Iris, Paris, 1964, [n.p.]
- La Fièvre, nouvelles, Gallimard, «Le Chemin», Paris, 1965, 237 стр.
- Le Déluge, Gallimard, «Le Chemin», Paris, 1966, 288 стр.
- L’Extase matérielle, essai, Gallimard, «Le Chemin», Paris, 1967, 229 стр.
- Terra Amata, роман, Gallimard, «Le Chemin», Paris, 1967, 248 стр.
- Le Livre des fuites, roman, Gallimard, «Le Chemin», Paris, 1969, 290 стр.
- La Guerre, roman, Gallimard, «Le Chemin», Paris, 1970, 295 стр.
- Lullaby, Gallimard, 1970
- Haï, Skira, «Les Sentiers de la création», Genève, 1971, 170 стр.
- Mydriase, illustrations de Vladimir Velickovic, Fata Morgana (фр.), Saint-Clément-la-Rivière (фр.), 1973
  - Éd. définitive, 1993, 62 стр. ISBN 2-85194-071-6
- Les Géants, roman, Gallimard, «Le Chemin», Paris, 1973, 320 стр.
- «Путешествия по ту сторону». Voyages de l’autre côté, nouvelles, Gallimard, «Le Chemin» , Paris, 1975, 308 стр.
- Les Prophéties du Chilam Balam, version et présentation de J.M.G. Le Clézio, Gallimard, «Le Chemin», Paris, 1976, 201 стр.
- Vers les icebergs, Fata Morgana, «Explorations», Montpellier, 1978, 52 стр. (Contient le texte d’Iniji, par Henri Michaux)
- Mondo et autres histoires, nouvelles, Gallimard, Paris, 1978, 278 стр.
- L’Inconnu sur la Terre, essai, Gallimard, «Le Chemin» , Paris, 1978, 325 стр.
- Voyage au pays des arbres, dessiné par Henri Galeron, Gallimard, «Enfantimages», Paris, 1978, 27 стр.
- Пустыня (Désert), 1980, 410 стр.
- Trois Villes saintes, Gallimard, Paris, 1980, 81 стр.
- La Ronde et autres faits divers, nouvelles, Gallimard, «Le Chemin» , Paris, 1982, 235 стр. ISBN 2-07-021395-1.
- Relation de Michoacan, version et présentation de J. M. G. Le Clézio, Gallimard, «Tradition», Paris, 1984, 315 стр. — [10] p. de pl. ISBN 2-07-070042-9.
- Золотоискатель (Le Chercheur d’or), Gallimard, 1985, 332 стр.
- Voyage à Rodrigues, Gallimard, «Le Chemin» , Paris, 1986
- Le Rêve mexicain ou la pensée interrompue, Gallimard, «NRF Essais», Paris, 1988, 248 стр. ISBN 2-07-071389-X.
- Printemps et autres saisons, Gallimard, «Le Chemin» , Paris, 1989, 203 стр. ISBN 2-07-071364-4.
- Sirandanes, Seghers (фр.), 1990, 93 стр. ISBN 2-232-10327-7.
- Onitsha, Gallimard, Paris, 1991, 250 стр. ISBN 2-07-072230-9.
- Étoile errante, Gallimard, Paris, 1992, 339 стр. ISBN 2-07-072650-9.
- Pawana, Gallimard, Paris, 1992, 54 стр. ISBN 2-07-072806-4.
- «Диего и Фрида». Diego et Frida, Stock, «Échanges», Paris, 1993, 237 стр. -[12] p. de pl. ISBN 2-234-02617-2.
- La Quarantaine, roman, Gallimard, Paris, 1995, 464 стр. ISBN 2-07-074318-7.
- «Золотая рыбка». Poisson d’or, roman, Gallimard, 1997, 255 стр.
- Gens des nuages
- La Fête chantée, essais, Gallimard, «Le Promeneur», 1997, 256 стр.
- Hasard (suivi d’Angoli Mala), romans, Gallimard, Paris, 1999, 290 стр. ISBN 2-07-075537-1.
- Cœur Brûle et autres romances, Gallimard, Paris, 2000, 187 стр. ISBN 2-07-075980-6.
- Révolutions, roman, Gallimard, Paris, 2003, 554 стр. ISBN 2-07-076853-8.
- L’Africain, Mercure de France, «Traits et portraits», Paris, 2004, 103 стр. ISBN 2-7152-2470-2.
- Ourania, roman, Gallimard, «Collection Blanche», Paris, 2005, 297 стр. ISBN 2-07-077703-0.
- Raga : approche du continent invisible, Éditions du Seuil, «Peuples de l’eau», Paris, 2006, 135 стр. ISBN 2-02-089909-4.
- Ballaciner, essai, Gallimard, 2007 ISBN 978-2-07-078484-4.
- Ritournelle de la faim, roman, Gallimard, «Collection Blanche», Paris, 2008.

### Публикации на русском языке
- Пустыня. / Пер. Ю. Яхниной. — М.: Радуга, 1984. — 413 с.
- Пустыня. / Пер. Ю. Яхниной.- М.: Объед. «Глобус», 1993. — 287 с.
- Путешествия по ту сторону. — М.: Радуга, 1993. — 267 с.
- Диего и Фрида. / Пер. Н. Кулиш. — М.: Иностранка, 2003. — 206 с.
- Золотая рыбка. / Пер. Н. Хотинской. — М.: Текст, 2003. — 256 с.
- Небесные жители: сборник новелл. — М.: Самокат, 2005. — 123 с.
- Праздник заклятий. / Пер. Г. Зингера. — М.: Флюид, 2009. — 184 с.
- Онича. / Пер. Л. Ефимова. — СПб.: Амфора, 2009. — 252 с.
- Пустыня. / Пер. Ю. Яхниной. — СПб.: Амфора, 2009. — 414 с.
- Золотоискатель. / Пер. С. Васильева. — СПб.: Амфора, 2009. — 378 с.
- Блуждающая звезда. / Пер. Н. Хотинской и Е. Клоковой. — М.: Текст, 2010. — 320 с.
- Протокол. / Пер. Е. Клоковой. — М.: Текст, 2011. — 253 с.
- Танец голода. / Пер. М. А. Петрова — СПб.: Амфора, 2011. — 221 с.
- Смотреть кино. / Пер. и послесл. Д. Савосина — М.: Текст, 2012. — 176 с., 2000 экз., ISBN 978-5-7516-1031-9[8]